# Дукер на Максуел
Дукер на Максуел (Philantomba maxwellii) е вид бозайник от семейство Кухороги (Bovidae).

## Разпространение
Видът е разпространен в Бенин, Буркина Фасо, Гамбия, Гана, Гвинея, Гвинея-Бисау, Кот д'Ивоар, Либерия, Нигерия, Сенегал, Сиера Леоне и Того.